# Ямкі (Сілезьке воєводство)
Ямкі (пол. Jamki) — село в Польщі, у гміні Конописька Ченстоховського повіту Сілезького воєводства.
Населення — 664 особи (2011).
У 1975-1998 роках село належало до Ченстоховського воєводства.

## Демографія
Демографічна структура станом на 31 березня 2011 року:
|          | Загалом | Допрацездатний вік | Працездатний вік | Постпрацездатний вік |
| -------- | ------- | ------------------ | ---------------- | -------------------- |
| Чоловіки | 333     | 60                 | 236              | 37                   |
| Жінки    | 331     | 56                 | 208              | 67                   |
| Разом    | 664     | 116                | 444              | 104                  |